# Villa Unión (La Rioja)
Villa Unión es la ciudad cabecera del Departamento General Felipe Varela, ubicado al oeste de la provincia de La Rioja, Argentina, en un fértil valle (designado Valle del Bermejo) atravesado por el río Desaguadero (llamado río "Bermejo" o "Vinchina" por los lugareños). Dicho casco de población se encuentra a una altitud de 1255 metros sobre el nivel del mar y en el margen derecho del río Desaguadero y se caracteriza por la actividad agrícola y el turismo.
Se encuentra en el valle formado por la sierra de Famatina (al este) y la precordillera riojana (al oeste), en un bolsón de clima árido, con veranos muy calurosos e inviernos benignos, muy escasas lluvias y probabilidad de heladas; a 275 km al oeste de la capital provincial, por la RN 76.
Posee viñedos, olivicultura (variedad “Arauco”) y jojoba. La región de Felipe Varela crece económicamente, en el Valle del Bermejo, con producción de agricultura orgánica.

## Toponimia
Antiguamente la ciudad llevaba el nombre de Los Hornillos. En 1880, tres familias fueron expulsadas de la vecina localidad de Guandacol y la comunidad de Los Hornillos las recibió y les facilitó la instalación en el lugar. A raíz de este hecho, desde 1881 Los Hornillos pasó a llamarse Villa Unión y ser cabecera del entonces departamento de Coronel Felipe Varela.

## Historia
En lo que ahora es Villa Unión, existió un antiguo pueblo indígena, de la nación pazioca. En la actualidad la mayoría de su población es mestiza siendo la restante población de origen criollo.
El 9 de septiembre de 1881 se sanciona un decreto provincial que establece que el departamento Guandacol pasaba a departamento General Lavalle (actualmente departamento Felipe Varela) y que su cabecera sería Villa Unión.

## Población
Cuenta con 4,931 habitantes (Indec, 2010), lo que representa un incremento del 5% frente a los 4,713 habitantes (Indec, 2001) del censo anterior. Incluye la localidad de Banda Florida.
| Gráfica de evolución demográfica de Villa Unión entre 1960 y 2010 |
|                                                                   |
| Fuente: Censos nacionales del INDEC                               |

## Sede Universitaria Villa Unión
La sede regional Villa Unión es una de las cinco que forman parte de la Universidad Nacional de La Rioja en el interior. Fue creada en el año 1985 y en la actualidad tiene una oferta académica de once carreras, de pregrado y grado. 

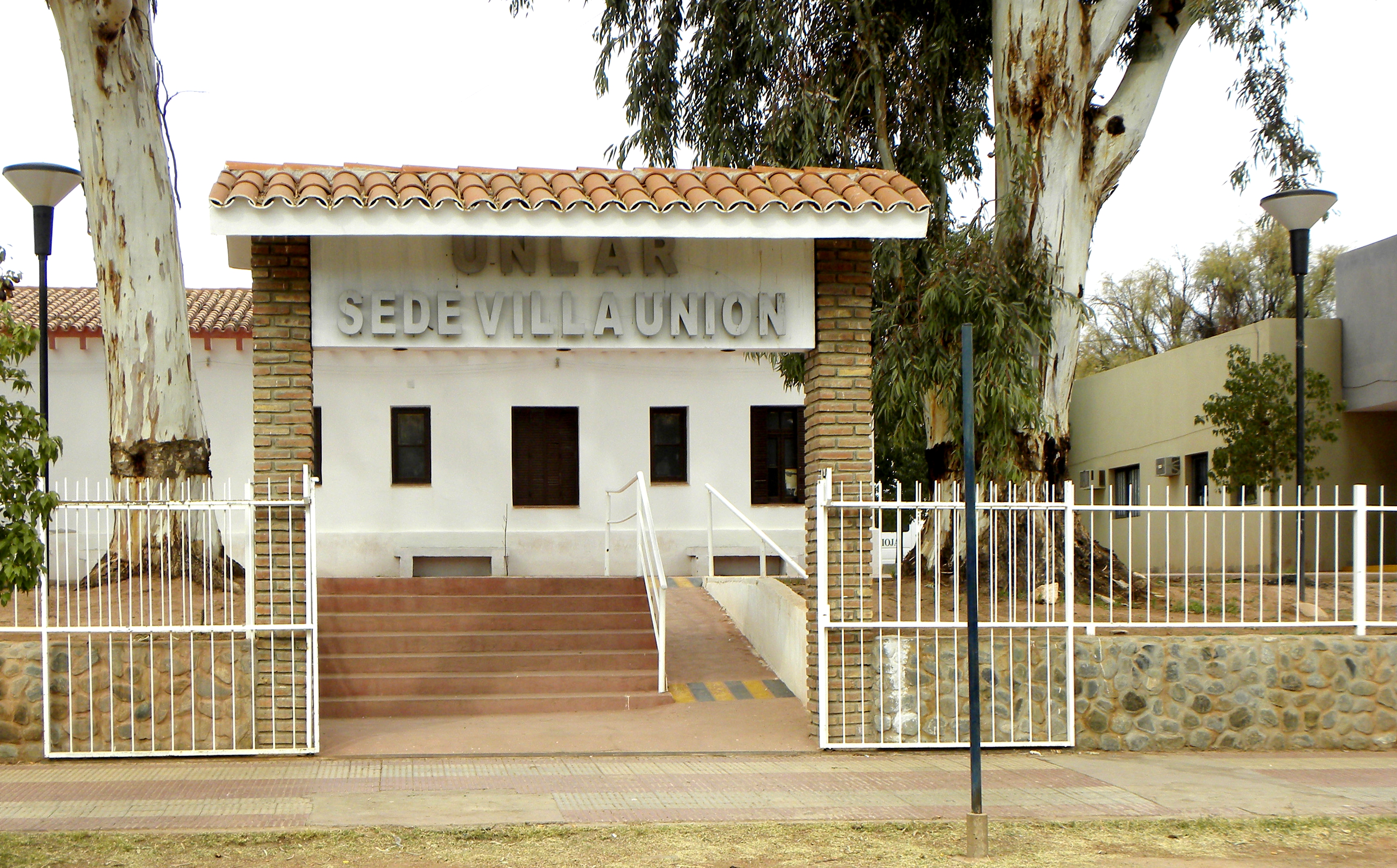
Entrada principal de la institución.

En la sede de Villa Unión funciona además el "Instituto de Investigación en Sanidad Vegetal e Hidrología" que investiga en diferentes problemáticas de la provincia, realiza estudios fitosanitarios, hidrológicos, económicos-impacto ambiental. También se encuentra la "Unidad Didáctico-Productiva de Procesamiento y Aplicación Vitivinícola", que tiene como misión ser un ambiente donde los docentes y estudiantes puedan realizar las prácticas de los diferentes procesos productivos a una escala pequeña, cumpliendo con los estándares de calidad, trazabilidad, la aplicación de buenas prácticas agrícolas como de manufactura, entre otros.
Esta Sede Universitaria está en el Valle del río Bermejo, y depende de la Universidad Nacional de La Rioja.

## Turismo
Esta ciudad es ideal como base para desde aquí visitar el parque nacional Talampaya y su contigüidad en el parque provincial Ischigualasto (y su Valle de la Luna), por su cercanía turística de 60 km, y por todos los servicios a requerir.

### Secretaría delparque nacional Talampaya
Aquí funcionan las dependencias administrativas y técnicas del parque

### Servicios
- Alojamiento 4*, 3*, 2*, hospedaje, cabaña, dto., casa, camping; estaciones de servicios; bancos y cajeros automáticos; restaurantes; internet; telefonía; supermercados; transportes.
- Empresas de Turismo con transporte de combis, micro, camioneta 4x4, mountain bikes, cabalgatas y guías habilitados, con inglés, francés y portugués.

### Embalse Lateral Villa Unión
Importante obra hidráulica que embalsa agua para riego; y recomendado lugar de visita y de recreación.

### Paseos
- Laguna Brava
- Lago Corona del Inca
- Quebrada de la Troya
- Vinchina y su "Centro Ritual Diaguita"
- Cerro Toro: fortaleza diaguita, pucará
- Laberintos de Anchumbil: petroglifos, pinturas rupestres
- Cuesta de Miranda
- Quebrada de Las Trancas: con piletones y cascadas
- Aicuña
- Guandacol (geoformas del Vallecito Encantado)

### Gastronomía
Chivito asado, empanadas, pan casero y vinos; dulces y nueces de la zona. Se pueden visitar casas de familia, conociendo sobre la cultura local.

## Radios
Radio Bermejo. 93.3 MHz
Radio Elixir. 94.1 MHz
Radio Gama 97.3 MHz
Radio Cristal. 99.7 MHz
Radio 7. 104.5 MHz
Fm Cristiana. 100.5 MHz
Radio Provincia. 107.3
Aire Fm 98.7
Radio Fm Pasión 92.3 MHz

## Sismicidad
La sismicidad de la región de La Rioja es frecuente y de intensidad baja, y un silencio sísmico de terremotos medios a graves cada 30 años en áreas aleatorias. Sus últimas expresiones se produjeron:
- 12 de abril de 1899 (126 años), a las 16.10 UTC-3 con 6,4 Richter; como en toda localidad sísmica, aún con un silencio sísmico corto, se olvida la historia de otros movimientos sísmicos regionales (terremoto de La Rioja de 1899)
- 24 de octubre de 1957 (67 años), a las 22.07 UTC-3 con 6,0 Richter (terremoto de Villa Castelli de 1957): además de la gravedad física del fenómeno se unió el olvido de la población a estos eventos recurrentes
- 28 de mayo de 2002 (22 años), a las 0.03 UTC-3, con 6,0 escala Richter (terremoto de La Rioja de 2002)[1]

## Iglesia católica en Villa Unión
| Diócesis  | La Rioja                   |
| --------- | -------------------------- |
| Parroquia | Nuestra Señora del Rosario |

Nuestra Señora del Rosario o Virgen del Rosario es una advocación de María venerada por la Iglesia católica, que celebra el 7 de octubre la fiesta de la Bienaventurada Virgen María del Santísimo Rosario. A Domingo de Guzmán, la Virgen María se le apareció en 1208 en una capilla del monasterio de Prouilhe (Francia) con un rosario en las manos, que le enseñó a rezarlo y le dijo que lo predicara entre los hombres. La iglesia  fue construida en el año 1900, se encuentra al frente de la plaza San Martín e H Yrigoyen S/N, Villa Unión, La Rioja. La misma posee una galería con columnas, cinco arcos y un campanario de una sola nave, muy sencilla y austera.